# 乔治·奥哲尔
乔治·奥哲尔（英語：George Odger；1813年—1877年3月4日）是英国工会活动家。他是第一国际的唯一一任主席。
乔治·奥哲尔出生于德文郡一個矿工家庭。乔治·奥哲尔約10岁時成为鞋铺学徒。约20岁前往伦敦，並且成为當地的一個鞋匠。早年任伦敦鞋匠工会主席。1859年，乔治·奥哲尔组织近万建筑工人在海德公园集会，要求将每天的工作时间从10小时减少到9小时。1860年参与建立工联伦敦理事会，1862—1872年任该会书记。曾组织工人反对英国干涉美国内战，支持林肯政府反对南方奴隶制度的斗争。抗议俄罗斯帝国镇压波兰民族解放运动，反对奥地利对意大利的统治。并积极与马克思、恩格斯参与创建第一国际，被选为第一国际总委员会委员（1864—1871年）和主席（1864—1867年）。他致力于英国选举改革运动，并担任“工联争取成年男子普选权和秘密投票协会”主席、英国选举改革常设执行委员会委员。1867年因拒绝参加第一国际的会议被取消主席职务。1871年反对巴黎公社，并拒绝在国际总委员会的宣言《法兰西内战》上签名，退出国际总委员会。1872年又在工联伦敦理事会改选中落选，脱离工联运动。